# Sticherus pallescens
Sticherus pallescens là một loài dương xỉ trong họ Gleicheniaceae. Loài này được Mett. Vareschi mô tả khoa học đầu tiên năm 1969.